# Marià Aguiló
Marià Aguiló i Fuster (Palma di Maiorca, 1825 – Barcellona, 1897) è stato un linguista e poeta spagnolo.
Scrisse un'importante bibliografia delle opere stampate in catalano dal 1474 in poi, compose una raccolta di antiche canzoni cavalleresche, curò l'edizione di numerosi testi antichi in catalano e preparò un Diccionari de la llengua catalana, pubblicato postumo.
La maggior parte della sua produzione in versi, molto elaborata nella forma, è ricca di spunti popolari.

### Opere
- Fochs follets
- Amoroses
- 1898 – Llibre de la mort

### Studi
- 1860 – Catálogo de obras en Lengua Catalana
- 1893 – Romancer popular de la terra catalana